# Giuseppe Boffito
Giuseppe Boffito (Gavi, 3 luglio 1869 – Firenze, 16 settembre 1944) è stato un letterato, bibliografo e storico della scienza italiano.

## Biografia
Nacque a Gavi da Domenico e Paola Canobbio, in una famiglia agiata e religiosissima; lo zio materno Salesio Canobbio era rettore del Collegio Carlo Alberto di Moncalieri e Giuseppe e il fratello maggiore Salesio sentirono presto la vocazione religiosa.
Frequentò le scuole tenute dai Barnabiti conseguendo la licenza ginnasiale nel 1884. Interruppe gli studi per seguire l'anno di noviziato e il 28 ottobre 1887 pronunciò i voti semplici, quindi riprese gli studi liceali a Roma e si diplomò nel 1889. In questi anni si dedicò alla poesia, componendo inni, odi, sonetti ecc. che in seguito raccolse nel volume Iuvenilia.
Il 24 settembre 1892 fu ordinato sacerdote e cominciò a insegnare lettere presso il Collegio Carlo Alberto di Moncalieri, seguendo contemporaneamente i corsi di lettere e filosofia presso l'Università di Torino. Conseguì la laurea il 14 luglio 1896 e nello stesso anno ottenne la cattedra di italiano al liceo.
Boffito insegnò, quasi ininterrottamente, per 45 anni e si distinse per la passione con cui si dedicò allo studio della Divina Commedia. Con altrettanta passione fu bibliotecario, inizialmente presso la Società meteorologica italiana di Moncalieri, della quale fu anche direttore dal 1898 al 1900, successivamente nel Collegio di San Carlo ai Catinari a Roma, dove fu trasferito per insegnare Sacra Scrittura e storia ecclesiastica. Sempre a Roma ebbe l'occasione di frequentare le più importanti biblioteche pubbliche e private.
Nel 1901 poté fare un viaggio a Parigi, dove, presso la Bibliothèque Nationale, studiò la questione relativa all'attribuzione a Dante dell'operetta Quaestio de aqua et terra. Anche il viaggio di ritorno offrì al Boffito l'occasione per compiere altri studi, fece infatti una sosta in Svizzera per cercare il manoscritto De principiis astrologiae di Cecco d’Ascoli.
Il 4 novembre 1901 fu trasferito a Firenze nel Collegio Alla Querce, dove ebbe la cattedra prima di greco e poi di italiano al liceo, oltre all'incarico di bibliotecario. Fu anche direttore dell'Osservatorio geodinamico e meteorologico del collegio, succedendo nel 1929 al confratello Camillo Melzi D'Eril, già successore di padre Timoteo Bertelli, fondatore dell'osservatorio.
Firenze, con la sua vivace vita culturale e le sue biblioteche, diede al Boffito l'opportunità di coltivare i suoi interessi. Egli lavorò qui alle sue opere più importanti ed entrò in contatto con numerose case editrici. In particolare con l'editore Leo Samuel Olschki, Boffito collaborò sin dal 1904, anno in cui pubblicò il suo primo articolo nella Bibliofilia. In questa rivista, che avrebbe anche diretto dal 1940 alla morte, pubblicò, a partire dal 1914, la Bibliografia dell'aria.
Nel 1921 dette alle stampe Il volo in Italia e nel 1929 la Biblioteca aeronautica italiana illustrata, di cui uscì un primo supplemento nel 1937, mentre un terzo aggiornamento, richiesto a Boffito dal Ministero dell’aeronautica nel 1942, non fu mai portato a termine. Nella prefazione alla prima edizione del '29 si può leggere l'entusiastica adesione al regime fascista, sostenitore dello sviluppo dell'aeronautica. Sempre in questi anni, tra il 1929 e il 1930, pubblicò Gli strumenti della scienza e la scienza degli strumenti, monografia riccamente illustrata e con un'ampia parte dedicata al Museo degli strumenti antichi di astronomia e di fisica di Firenze e alla Tribuna di Galileo.
Boffito fu inoltre socio di numerose accademie: l'Accademia di storia patria di Lombardia, l'Accademia pontificia dei Nuovi Lincei, la Società Colombaria fiorentina, l'Accademia della Crusca, l'Accademia Petrarca di Arezzo e l'Academia Humanistica di Szeged.
Oltre alla Biblioteca aeronautica, Boffito pubblicò altre due importanti opere bibliografiche: tra il 1933 e il 1937 la Biblioteca Barnabitica e nel 1943 la Bibliografia Galileiana, prosecuzione del lavoro di Alarico Carli e Antonio Favaro.
Morì a Firenze il 16 settembre 1944.

## Archivio
L'archivio di Giuseppe Boffito si è formato tra il 1901 e il 1944, anni della sua permanenza nel Collegio Alla Querce di Firenze. Il Fondo è composto da manoscritti, appunti e circa tremila lettere. La maggior parte dei documenti, prima conservati nella Biblioteca Boffito del Collegio Alla Querce, si trova attualmente a Roma, presso la Curia generalizia dei Padri Barnabiti.
Altri documenti sono conservati presso la Domus Galilaeana di Pisa: il manoscritto Manoscritti galileiani della Biblioteca Nazionale di Firenze descritti e illustrati da G. Boffito, le bozze di stampa della Bibliografia Galileiana e la corrispondenza di Boffito con Sebastiano Timpanaro, risalente ai primi anni '40.
Il Museo Galileo di Firenze conserva infine documenti di argomento scientifico: materiale iconografico, prevalentemente stampe utilizzate per la Biblioteca aeronautica italiana illustrata; testi di autori vari riguardanti l'aeronautica, l'astronomia, la meteorologia e la sismologia; lettere a Boffito del periodo compreso fra il 1930 e il 1939, in parte in originale e in parte in trascrizione.

## Biblioteca Boffito del Collegio Alla Querce di Firenze
Nata nel 1868 con lo stesso Collegio, fu, dopo il 1944, intitolata al padre Giuseppe Boffito che ne era stato bibliotecario dal novembre 1901 al 16 settembre 1944. La biblioteca fu sistemata dal 1969 negli appartamenti che erano stati di Boffito, utilizzando gli arredi già esistenti, e conservava circa 70.000 documenti. Nel 2003 iniziò, con la chiusura del Collegio, lo smembramento delle collezioni della biblioteca e il trasferimento dei vari nuclei presso alcune biblioteche e istituzioni culturali fiorentine. Al Museo Galileo sono stati donati monografie, periodici e opuscoli riguardanti l'aeronautica, altri opuscoli e riviste di argomento scientifico e un erbario di Timoteo Bertelli (6 contenitori di circa 300 campioni).
La biblioteca era così composta:
- un fondo antico, con edizioni rare, derivante dai soppressi collegi barnabitici di S. Maria dei Lumi a San Severino Marche e dei SS. Filippo e Paolo di Macerata
- volumi di cui non è nota la provenienza, acquisiti nel 1869
- la biblioteca privata del padre barnabita Tommaso Giorgieri, acquisita alla sua morte, avvenuta nel 1870; sulla maggior parte dei libri è presente la nota di possesso
- libri di grande formato e legature di pregio acquisiti nel 1873 dal Collegio di Augusto Pretorio di Moncalieri
- libri appartenuti al cardinale barnabita Luigi Lambruschini; su molti esemplari è apposto il suo ex libris
- libri provenienti dal Collegio barnabitico di S. Dalmazzo a Torino, appartenuti precedentemente alla Biblioteca Campeggi; gli ex libris e le note di possesso presenti sui volumi ne documentano la provenienza
- grandi opere di patristica e di teologia recanti la nota “Ex libris S. Quintini Bellovacensis”
- un cospicuo nucleo formatosi tra il 1901 e il 1944 grazie agli acquisti che Boffito, bibliotecario per circa 43 anni, fece sulle bancarelle fiorentine e presso le librerie d'occasione; molti volumi riportano annotazioni di mano dello stesso Boffito
- un fondo moderno costituito dalle opere fondamentali di ogni materia insegnata nel Collegio, comprendente, accanto a edizioni rare degli inizi del Novecento, numerosi testi scolastici
- riviste e pubblicazioni periodiche, tra queste le preziose raccolte di periodici illustrati del primo Ottocento e la Bibliofilia
- un fondo teatrale, riguardante l'attività teatrale del Collegio
- un fondo musicale, costituito intorno a molti nuclei, comprendente trattati teorici e didattici, spartiti, libretti e, tra l'altro, gli originali delle operette melodrammatiche di Marcello Cagnacci
- collezioni di litografie, incisioni e fotografie; quest'ultima raccolta comprende fotografie relative ai padri barnabiti e agli allievi del Collegio
- una raccolta di documenti su supporto non cartaceo, comprendente diapositive, audiocassette, videocassette e microfilm
- i fondi documentari di alcuni padri barnabiti che furono bibliotecari alla Querce, tra questi lo stesso Boffito, Timoteo Bertelli, Camillo Melzi d'Eril, Domenico Bassi, Leopoldo de Feis e il fondo dell'Abbazia di S. Clemente a Casauria.

## Opere
(elenco parziale)
- La Quaestio de aqua et terra attribuita a Dante, Firenze, L.S. Olschki, 1905.
- Giuseppe Boffito e Camillo Melzi d'Eril, Almanach Dantis Aligherii, sive, Prophacii Judaei Montispessulani. Almanach perpetuum ad annum 1300 inchoatum, nunc primum editum ad fidem Codicis Laurentiani, Firenze, L.S. Olschki, 1908.
- Bibliografia dell’aria: saggio di un repertorio bibliografico italiano di meteorologia e di magnetismo terrestre, Firenze, L.S. Olschki, 1913.
- Il volo in Italia: storia documentata e aneddotica dell’aeronautica e dell’aviazione in Italia, Firenze, Barbera, 1921.
- Il Collegio Alla Querce di Firenze nell’anno 55. dalla fondazione (1867-1922), precede un trittico di A. Ghignoni, Torino, Paravia, 1923.
- Iniziali istoriate e iniziali fiorite o arabescate: origine ed evoluzione, Firenze, Seeber, 1925.
- Il collegio San Luigi di pp. Barnabiti in Bologna: 1773, 1873, 1923, Firenze, Tip. Giuntina, 1925.
- Piante e vedute di Firenze: studio storico topografico cartografico, Firenze, Tip. Giuntina, 1926.
- Biblioteca aeronautica italiana illustrata, precede uno studio sull’aeronautica nella letteratura nell’arte e nel folklore, Firenze, L.S. Olschki, 1929.
- Gli strumenti della scienza e la scienza degli strumenti, con l’illustrazione della Tribuna di Galileo, facsimili di Primo Benaglia, Firenze, Libr. internazionale Seeber, 1929.
- Il primo compasso proporzionale costruito da Fabrizio Mordente e la Operatio cilindri di Paolo dell’Abbaco, Firenze, Libreria internazionale succ. Seeber, 1931.
- Scrittori barnabiti o della Congregazione dei chierici regolari di San Paolo, 1533-1933: biografia, bibliografia, iconografia, Firenze, L.S. Olschki, 1933-1937.
- Biblioteca aeronautica italiana illustrata: primo supplemento decennale, 1927-1936, con aggiunte all’intera Biblioteca e appendice sui manifesti aeronautici del Museo Caproni in Milano descritti da Paolo Arrigoni, Firenze, L.S. Olschki, 1937.
- Bibliografia galileiana, 1896-1940, Roma, Libreria dello Stato, 1943.